# Nekrolog 2. Quartal 1929
Nekrolog
◄◄
| ◄
| 1925
| 1926
| 1927
| 1928
| 1929 | 1930 | 1931 | 1932 | 1933 | ► | ►►
1. Quartal |
2. Quartal |
3. Quartal |
4. Quartal 1929
Weitere Ereignisse | Allgemeiner Nekrolog 1929
Die Beschreibung der verstorbenen Person sollte so kurz wie möglich gehalten sein und nur deren signifikante Tätigkeit(en) enthalten.
Neue Namen ggf. auch unter dem Geburts- und Sterbedatum, also etwa unter 1. Januar und im Geburts- und Sterbejahr (2024) eintragen (nur bei entsprechender großer Wichtigkeit). Für Beispiele siehe die schon vorhandenen Artikel.
Außerdem über die fünf zuletzt Verstorbenen, zu denen es einen ausreichend guten Artikel für eine Präsentation auf der Hauptseite gibt, nach der todesbedingten Überarbeitung der Artikel ggf. auch unter Wikipedia Diskussion:Hauptseite informieren und sie am besten auch in den anderen Wikipedia-Sprachversionen eintragen. Tipp: Regelmäßig bei news.google.de nach „ist tot“, „gestorben“ oder „verstorben“ suchen.
Wenn eine Person gestorben ist, gibt es viele Seiten zu dieser Person in der Wikipedia, die davon auch betroffen sind und entsprechend aktualisiert werden müssen. Beispiele: Namenübersichtsseite, Geburtsjahr, Geburtsort-Seiten und viele mehr.
Wie finde ich die betroffenen Seiten?
Im Suchfeld auf der linken Seite gibt man den Suchbegriff so ein: „Vorname Nachname“. Dann klickt man auf Volltext und alle Seiten mit entsprechendem Suchtext werden aufgerufen. Hier sieht man dann schnell, wo auch das Todesjahr Sinn macht oder sogar ein Teil des Artikels angepasst werden muss. Auch hilft das „Werkzeug“ auf der linken Seite sehr gut, um solche Seiten aufzufinden: „Links auf diese Seite“. Somit ist die Wikipedia wieder aktuell in allen Bereichen! Hinweis: bei Eintragung der Kategorie „Gestorben JAHR“ wird der Missbrauchsfilter 49 ausgelöst, was jedoch nicht schlimm ist. Siehe: Spezial:Missbrauchsfilter/49
Dies ist eine Liste von im zweiten Quartal 1929 verstorbenen bekannten Persönlichkeiten. Die Einträge erfolgen innerhalb der einzelnen Daten alphabetisch sortiert. Tiere sind im Nekrolog für Tiere zu finden.

## April
| Tag       | Name                                          | Beruf, bekannt als                                                                               | Alter | Beleg |
| --------- | --------------------------------------------- | ------------------------------------------------------------------------------------------------ | ----- | ----- |
| 1. April  | William Boericke                              | Homöopath                                                                                        | 79    |       |
| 1. April  | Austin Stack                                  | irischer Politiker (Sinn Féin) und Sportler                                                      | 49    |       |
| 2. April  | Curt von Dewitz                               | deutscher Offizier, zuletzt Generalleutnant der Reichswehr                                       | 57    |       |
| 2. April  | Emanuel Formánek                              | tschechischer Politiker                                                                          | 59    |       |
| 3. April  | Robert von Erdberg                            | deutscher Volkspädagoge                                                                          | 62    |       |
| 3. April  | Josef Geml                                    | Bürgermeister von Temeswar                                                                       | 71    |       |
| 3. April  | Erich Kretschmar                              | deutscher Verwaltungsbeamter und Landrat von Wittgenstein                                        | 48    |       |
| 4. April  | Carl Benz                                     | deutscher Ingenieur und Automobilpionier                                                         | 84    |       |
| 4. April  | William Michael Crose                         | US-amerikanischer Marineoffizier                                                                 | 62    |       |
| 4. April  | Tyyne Järvi                                   | finnische Schwimmerin                                                                            | 38    |       |
| 4. April  | Walter Rößler                                 | deutscher Konsul                                                                                 | 57    |       |
| 4. April  | Maximilian Straßer                            | deutsch-amerikanischer Bäckermeister und Mäzen                                                   | 66    |       |
| 5. April  | Francis Aidan Gasquet                         | britischer Kardinal der römisch-katholischen Kirche                                              | 82    |       |
| 5. April  | Charles W. Roark                              | US-amerikanischer Politiker                                                                      | 42    |       |
| 5. April  | Ludwig von Sybel                              | deutscher Klassischer Archäologe                                                                 | 82    |       |
| 6. April  | Feliks Jasieński                              | polnischer Kunstkritiker                                                                         | 67    |       |
| 6. April  | Whitmell P. Martin                            | US-amerikanischer Politiker                                                                      | 61    |       |
| 6. April  | Carlos J. Meneses                             | mexikanischer Pianist und Dirigent                                                               | 65    |       |
| 7. April  | Axel Delmar                                   | deutscher Schauspieler, Regisseur und Bühnenautor                                                | 61    |       |
| 7. April  | Karl von Riepenhausen                         | deutscher Rittergutsbesitzer und Politiker, MdR                                                  | 76    |       |
| 7. April  | Paul Sarasin                                  | Schweizer Naturforscher                                                                          | 72    |       |
| 7. April  | Édouard Schuré                                | französischer Schriftsteller und Theosoph                                                        | 88    |       |
| 8. April  | James Gilfillan                               | US-amerikanischer Regierungsbeamter                                                              | 92    |       |
| 8. April  | Ludwig von Lauter                             | königlich-preußischer General der Artillerie und General-Inspekteur der Fußartillerie            | 73    |       |
| 8. April  | Rudolf Vidossich                              | österreichischer Offizier und Oberstbrigadier                                                    | 56    |       |
| 9. April  | Edward E. Beidleman                           | US-amerikanischer Politiker                                                                      | 55    |       |
| 9. April  | Wilhelm Busch                                 | deutscher Instrumentenbauer                                                                      | 67    |       |
| 9. April  | Charles D. Carter                             | US-amerikanischer Politiker                                                                      | 60    |       |
| 9. April  | Owen Patrick Bernard Corrigan                 | US-amerikanischer Geistlicher, Weihbischof in Baltimore                                          | 80    |       |
| 9. April  | Maria Fehling                                 | deutsche Historikerin und Autorin                                                                | 39    |       |
| 10. April | William Skeoch Cumming                        | schottischer Militär- und Portraitmaler und Kriegsfotograf                                       | 64    |       |
| 10. April | Ernst Fuchs                                   | deutscher Rechtsanwalt                                                                           | 69    |       |
| 11. April | Otto Goritz                                   | deutscher Theaterschauspieler und Opernsänger (Bariton)                                          | 55    |       |
| 11. April | Charles Delemere Haines                       | US-amerikanischer Politiker                                                                      | 72    |       |
| 11. April | Edmond Thieffry                               | belgischer Jagdpilot                                                                             | 36    |       |
| 12. April | Enrico Ferri                                  | italienischer Kriminologe und Politiker                                                          | 73    |       |
| 12. April | Karl Koehl                                    | deutscher Arzt und Prähistoriker                                                                 | 81    |       |
| 12. April | Flora Annie Steel                             | britische Autorin                                                                                | 82    |       |
| 13. April | Charles H. Aldrich                            | US-amerikanischer Jurist und United States Solicitor General                                     | 78    |       |
| 13. April | Joseph Weldon Bailey                          | US-amerikanischer Politiker                                                                      | 66    |       |
| 13. April | Gotō Shimpei                                  | japanischer Mediziner und Politiker der Taishō-Zeit und Bürgermeister von Tokio                  | 71    |       |
| 13. April | Friedrich Wilhelm von Vietinghoff             | deutscher Diplomat                                                                               | 47    |       |
| 14. April | Alexander Alberti                             | deutscher Jurist und Politiker                                                                   | 73    |       |
| 14. April | Carl Roth                                     | saarländischer Industrieller                                                                     | 82    |       |
| 15. April | Ludwig Adam Kunz                              | österreichischer Maler                                                                           | 71    |       |
| 15. April | Kamran Mirza                                  | iranischer Kadscharenprinz, Gouverneur von Teheran, Chorasan, Kriegsminister und Premierminister | 72    |       |
| 15. April | Antonio Smareglia                             | italienischer Komponist                                                                          | 74    |       |
| 15. April | Gustaf Fredrik Steffen                        | schwedischer Nationalökonom und Soziologe                                                        | 64    |       |
| 16. April | Yvonneck                                      | französischer Chansonsänger und Filmschauspieler                                                 |       |       |
| 17. April | Ernst Dopp                                    | deutscher klassischer Philologe und Gymnasiallehrer                                              | 70    |       |
| 17. April | Charles E. Sebastian                          | US-amerikanischer Politiker                                                                      | 56    |       |
| 17. April | Clifford Sifton                               | Politiker der Liberalen Partei Kanadas                                                           | 68    |       |
| 18. April | Leopold Pongratz                              | österreichischer Politiker (DnP)                                                                 | 78    |       |
| 18. April | John Wells                                    | US-amerikanischer Ruderer                                                                        |       |       |
| 19. April | Leo von Abbema                                | deutscher Architekt                                                                              | 76    |       |
| 19. April | Arno Köhler                                   | deutscher Politiker (SPD)                                                                        | 43    |       |
| 19. April | George de Rue Meiklejohn                      | US-amerikanischer Politiker                                                                      | 71    |       |
| 19. April | Heinrich Winchenbach                          | Senatspräsident am Reichsgericht                                                                 | 91    |       |
| 20. April | Charles Allan Gilbert                         | US-amerikanischer Maler, Grafiker und Illustrator                                                | 55    |       |
| 20. April | Heinrich von Preußen                          | preußischer Prinz, deutscher Marineoffizier, Großadmiral                                         | 66    |       |
| 20. April | Adolf Wuttig                                  | deutscher evangelischer Pfarrer und Genossenschaftsgründer                                       | 85    |       |
| 20. April | Barbara Zweig                                 | österreichische Dramatikerin                                                                     | 62    |       |
| 21. April | Gustav Gerecke                                | deutscher Politiker (SPD) und braunschweigischer Landesminister                                  | 57    |       |
| 21. April | Julius Wilhelm Hornung                        | württembergischer Fotograf                                                                       | 67    |       |
| 21. April | William Spry                                  | US-amerikanischer Politiker                                                                      | 65    |       |
| 22. April | Karl Ganslandt                                | deutscher Generalstaatsanwalt                                                                    | 69    |       |
| 22. April | Ödön Mihalovich                               | ungarischer Komponist                                                                            | 86    |       |
| 22. April | Franz Riedmann                                | österreichischer Politiker (SDAP); Landtagsabgeordneter zum Vorarlberger Landtag                 | 46    |       |
| 23. April | Rudolf Nilsen                                 | norwegischer Dichter der Arbeiterbewegung                                                        | 28    |       |
| 23. April | Adolf Weißmann                                | deutscher Musikkritiker                                                                          | 55    |       |
| 24. April | Caroline Rémy de Guebhard                     | französische Sozialistin, Journalistin und Feministin                                            | 73    |       |
| 25. April | Nikola Hećimović                              | jugoslawischer Kommunist                                                                         | 28    |       |
| 25. April | Johannes Hegar                                | Schweizer Cellist                                                                                | 54    |       |
| 25. April | Julius Jacob der Jüngere                      | deutscher Architektur- und Landschaftsmaler                                                      | 86    |       |
| 25. April | Otto Lanz                                     | deutscher Forstmann und Numismatiker                                                             | 62    |       |
| 25. April | Georg Paeschke                                | deutscher Theater- und Stummfilmschauspieler                                                     | 51    |       |
| 26. April | Heinrich von und zu Bodman                    | Jurist und Politiker in Baden                                                                    | 78    |       |
| 26. April | Michail Michailowitsch Romanow                | Mitglied aus dem Hause Romanow-Holstein-Gottorp                                                  | 67    |       |
| 27. April | Leo Eichstaedt                                | deutscher Richter und Parlamentarier                                                             | 73    |       |
| 27. April | John William Harshberger                      | US-amerikanischer Botaniker und Mykologe                                                         | 60    |       |
| 27. April | Josef Stenbäck                                | finnischer Architekt                                                                             | 74    |       |
| 28. April | Hendrik van Heuckelum                         | niederländischer Fußballspieler                                                                  | 49    |       |
| 28. April | Ludwig Lückel                                 | hessischer Politiker (SPD) und Landtagsabgeordneter im Volksstaat Hessen                         | 61    |       |
| 29. April | Georg Kulka                                   | österreichischer Schriftsteller                                                                  | 31    |       |
| 29. April | Wilhelm Meyer                                 | deutscher Montanindustrieller und Politiker (NLP), MdR                                           | 62    |       |
| 29. April | George Younger, 1. Viscount Younger of Leckie | britischer Politiker (Conservative Party)                                                        | 77    |       |
| 30. April | Agnes Husband                                 | schottisch-britische Suffragette, Sozialaktivistin und Lokalpolitikerin                          | 76    |       |
| 30. April | Friedrich Lienhard                            | Schriftsteller                                                                                   | 63    |       |
| 30. April | Paul List                                     | deutscher Verleger                                                                               | 59    |       |
| 30. April | Birger Sjöberg                                | schwedischer Dichter und Schriftsteller                                                          | 43    |       |
|           | Homer D. Call                                 | US-amerikanischer Offizier und Politiker                                                         | 85    |       |

## Mai
| Tag     | Name                                           | Beruf, bekannt als                                                                    | Alter | Beleg |
| ------- | ---------------------------------------------- | ------------------------------------------------------------------------------------- | ----- | ----- |
| 1. Mai  | Sophie Keller                                  | dänische Opernsängerin und Gesangslehrerin                                            | 78    |       |
| 1. Mai  | Henry Roberts                                  | US-amerikanischer Anwalt, Politiker und Gouverneur von Connecticut                    | 75    |       |
| 1. Mai  | Édouard Vallet                                 | Schweizer Maler                                                                       | 53    |       |
| 2. Mai  | Segundo de Chomón                              | spanischer Filmregisseur und Trickspezialist                                          | 57    |       |
| 2. Mai  | José María Rubio y Peralta                     | spanischer Ordensgeistlicher, Jesuit und Heiliger                                     | 64    |       |
| 2. Mai  | Max von Thielmann                              | deutscher Botschafter und Staatssekretär des Deutschen Reiches                        | 83    |       |
| 4. Mai  | Wladimir Kenig                                 | polnischer Komponist                                                                  | 46    |       |
| 4. Mai  | Johannes von Merz                              | evangelischer Theologe                                                                | 72    |       |
| 4. Mai  | Walter Padgett                                 | britischer Sportschütze                                                               |       |       |
| 4. Mai  | Frederick Stopford                             | britischer Generalleutnant                                                            | 75    |       |
| 4. Mai  | Cyrille Verbrugge                              | belgischer Fechter                                                                    | 62    |       |
| 5. Mai  | John J. Casey                                  | US-amerikanischer Politiker                                                           | 53    |       |
| 5. Mai  | Wilhelm Ellenberger                            | deutscher Anatom                                                                      | 81    |       |
| 5. Mai  | Charles Grafly                                 | US-amerikanischer Bildhauer und Kunstpädagoge                                         | 66    |       |
| 5. Mai  | Martin Kirchhoff                               | deutscher Verwaltungsbeamter                                                          | 68    |       |
| 6. Mai  | Sophie Barazetti                               | österreichische Schriftstellerin                                                      | 70    |       |
| 6. Mai  | Max Bauer                                      | deutscher Offizier sowie Waffenhändler                                                | 60    |       |
| 6. Mai  | Ferdinand von Raesfeld                         | preußischer Forstmeister, Jäger und Autor von Jagdliteratur und Romanen               | 73    |       |
| 7. Mai  | Albert Anselmi                                 | US-amerikanischer Auftragsmörder                                                      |       |       |
| 7. Mai  | Charles Cooley                                 | US-amerikanischer Soziologe                                                           | 64    |       |
| 7. Mai  | John Scalise                                   | US-amerikanischer Auftragsmörder                                                      |       |       |
| 7. Mai  | Hermann Wieland                                | deutscher Pharmakologe und Hochschullehrer                                            | 44    |       |
| 8. Mai  | Georg Andresen                                 | deutscher Pädagoge und Altphilologe                                                   | 84    |       |
| 8. Mai  | Joseph Giunta                                  | US-amerikanischer Mobster                                                             |       |       |
| 8. Mai  | Hubert Lothaire                                | belgischer Soldat und Kolonialadministrator                                           | 63    |       |
| 8. Mai  | Wilhelm von Tettau                             | deutscher Architekt                                                                   | 57    |       |
| 9. Mai  | Gustave Schlumberger                           | französischer Historiker                                                              | 84    |       |
| 10. Mai | Kurt Kroner                                    | deutscher Bildhauer                                                                   | 43    |       |
| 10. Mai | Richard Gertenbach                             | Bürgermeister von Lüttringhausen                                                      | 72    |       |
| 11. Mai | Max von Fischel                                | deutscher Marineoffizier, zuletzt Admiral                                             | 79    |       |
| 11. Mai | Jozef Murgaš                                   | slowakisch-amerikanischer Maler und Erfinder                                          | 65    |       |
| 11. Mai | Berthold Schmidt                               | deutscher Archivar und Historiker                                                     | 73    |       |
| 12. Mai | Jacob Bernstein-Kohan                          | russischer Zionist                                                                    |       |       |
| 12. Mai | Alessandro De Bosdari                          | italienischer Diplomat und Botschafter in Deutschland (1922–1926)                     | 62    |       |
| 12. Mai | Edi Linser                                     | österreichischer Motorradrennfahrer                                                   | 34    |       |
| 13. Mai | Adolf Braun                                    | österreichisch-deutscher Journalist und Politiker (SPD), MdR                          | 67    |       |
| 13. Mai | Ernst Lindemann                                | deutscher Manager                                                                     | 63    |       |
| 13. Mai | Arthur Scherbius                               | deutscher Erfinder und Unternehmer                                                    | 50    |       |
| 14. Mai | Edward Breck                                   | US-amerikanischer Autor, Diplomat, Spion, Florettfechter und Golfer                   | 67    |       |
| 14. Mai | Julius Zinser                                  | deutscher Fußballspieler                                                              | 47    |       |
| 15. Mai | Carl Hartlaub                                  | deutscher Schachspieler                                                               | 59    |       |
| 15. Mai | Maria Krug                                     | deutsche Schriftstellerin                                                             | 73    |       |
| 15. Mai | Adolf Riff                                     | deutscher Jurist, und Politiker, MdR                                                  | 78    |       |
| 15. Mai | Nat Robinson                                   | englischer Fußballspieler                                                             | 51    |       |
| 15. Mai | Joseph D. Sayers                               | US-amerikanischer Politiker                                                           | 87    |       |
| 16. Mai | Richard Baerwald                               | deutscher Psychologe                                                                  | 61    |       |
| 16. Mai | Lilli Lehmann                                  | deutsche Opernsängerin (Sopran) und Gesangspädagogin                                  | 80    |       |
| 17. Mai | Julius Bagel junior                            | deutscher Verleger und Druckereibesitzer                                              | 67    |       |
| 17. Mai | Jules Cornet                                   | belgischer Geologe und Hochschulprofessor                                             | 64    |       |
| 17. Mai | Giulia Salzano                                 | Ordensschwester, Gründerin der Suore Catechiste del Sacro Cuore                       | 82    |       |
| 18. Mai | Charles Depéret                                | französischer Geologe und Paläontologe                                                | 74    |       |
| 18. Mai | Patrick Joseph Kennedy                         | US-amerikanischer Unternehmer und Lokalpolitiker                                      | 71    |       |
| 18. Mai | Gerard Portielje                               | belgischer Genremaler                                                                 | 73    |       |
| 18. Mai | Ernst Stapelfeld                               | deutscher Politiker (SPD)                                                             | 64    |       |
| 19. Mai | Aaron Shenk Kreider                            | US-amerikanischer Politiker                                                           | 65    |       |
| 19. Mai | Harry Skinner                                  | US-amerikanischer Politiker                                                           | 73    |       |
| 19. Mai | Louis Trémel                                   | französischer Automobilrennfahrer                                                     | 32    |       |
| 20. Mai | James Hall                                     | indischer Leichtathlet                                                                | 26    |       |
| 21. Mai | Hermine Albrecht                               | österreich-ungarische Theaterschauspielerin                                           |       |       |
| 21. Mai | Elise Friederike Hensler                       | Opernsängerin (Sopran) und Gemahlin König Ferdinands II. von Portugal                 | 92    |       |
| 21. Mai | Johann Huber                                   | österreichischer Politiker (CSP), Abgeordneter zum Nationalrat                        | 55    |       |
| 21. Mai | Franz Kampers                                  | deutscher Historiker                                                                  | 60    |       |
| 21. Mai | Rodolfo Lanciani                               | italienischer Klassischer Archäologe, Ingenieur und Topograph                         | 84    |       |
| 21. Mai | Nathan Löwenstein von Opoka                    | österreichisch-polnischer Rechtsanwalt und Parlamentarier                             | 70    |       |
| 21. Mai | Sebastiano Nicotra                             | italienischer Geistlicher, römisch-katholischer Erzbischof und vatikanischer Diplomat | 73    |       |
| 21. Mai | Archibald Philip Primrose, 5. Earl of Rosebery | britischer Staatsmann                                                                 | 82    |       |
| 22. Mai | Charles V. Fornes                              | US-amerikanischer Unternehmer und Politiker                                           | 85    |       |
| 23. Mai | Rezső Bálint                                   | ungarischer Neurologe                                                                 | 54    |       |
| 23. Mai | Arthur Johnson                                 | irischer Fußballspieler und -trainer                                                  | 49    |       |
| 24. Mai | Nicolaus Bartholomeus Petrus Spit              | niederländischer altkatholischer Bischof von Deventer                                 | 76    |       |
| 25. Mai | Johann Friedrich Ahlfeld                       | deutscher Gynäkologe                                                                  | 85    |       |
| 25. Mai | Edmund Attems                                  | österreichischer Politiker                                                            | 81    |       |
| 25. Mai | Ernest Monis                                   | französischer Politiker                                                               | 83    |       |
| 25. Mai | Josef Müller                                   | Schweizer Spitalpfarrer und Sammler von Volkssagen                                    | 58    |       |
| 25. Mai | Eugen Wolff                                    | deutscher Germanist                                                                   | 65    |       |
| 26. Mai | Jens Bodewalt Lampe                            | dänisch-amerikanischer Komponist, Geiger und Orchesterleiter des Ragtime              | 59    |       |
| 26. Mai | Adolf Mikeš                                    | tschechischer Musikpädagoge                                                           | 64    |       |
| 26. Mai | Harvey C. Smith                                | US-amerikanischer Lehrer, Zeitungsverleger, Jurist und Politiker                      | 54    |       |
| 26. Mai | Hans Christian Spieß                           | deutscher Politiker und Jurist                                                        | 70    |       |
| 27. Mai | Clarence E. Coyne                              | US-amerikanischer Politiker                                                           | 47    |       |
| 27. Mai | Fritz Flebbe                                   | deutscher Maler                                                                       | 35    |       |
| 27. Mai | Georges Lecointe                               | belgischer Artillerieoffizier, Navigator, Astronom, Hydrograph und Antarktisforscher  | 60    |       |
| 28. Mai | Barbara Baynton                                | australische Schriftstellerin                                                         | 71    |       |
| 28. Mai | Theodor Benecke                                | deutscher Lehrer, Heimatforscher und Museumsdirektor                                  | 58    |       |
| 28. Mai | Oskar Kanehl                                   | deutscher Schriftsteller und Herausgeber                                              | 40    |       |
| 28. Mai | Jacques Seydoux                                | französischer Diplomat und Autor                                                      | 58    |       |
| 29. Mai | Hans Eggimann                                  | Schweizer Maler, Illustrator und Architekt                                            | 56    |       |
| 30. Mai | Karl Garbe                                     | deutscher Politiker (SPD), MdL                                                        | 31    |       |
| 30. Mai | Kurt Schenck zu Schweinsberg                   | deutscher Verwaltungsbeamter, Rittergutsbesitzer, Kirchenpolitiker und Parlamentarier | 71    |       |
| 30. Mai | Samuel Parsons Scott                           | US-amerikanischer Jurist                                                              |       |       |
|         | Alexander Mitrofanowitsch Lewin                | russischer Schachspieler                                                              |       |       |

## Juni
| Tag      | Name                       | Beruf, bekannt als                                                                                 | Alter | Beleg |
| -------- | -------------------------- | -------------------------------------------------------------------------------------------------- | ----- | ----- |
| 1. Juni  | Steven Beckwith Ayres      | US-amerikanischer Politiker                                                                        | 67    |       |
| 1. Juni  | Henry M. Goldfogle         | US-amerikanischer Politiker                                                                        | 73    |       |
| 1. Juni  | Benjamin F. Pankey         | US-amerikanischer Politiker                                                                        | 67    |       |
| 2. Juni  | Colville Barclay           | britischer Diplomat                                                                                | 59    |       |
| 2. Juni  | Thomas Chipman McRae       | US-amerikanischer Jurist und Politiker                                                             | 77    |       |
| 2. Juni  | Don Murray                 | US-amerikanischer Jazzmusiker                                                                      | 24    |       |
| 2. Juni  | Otto Schreier              | österreichischer Mathematiker                                                                      | 28    |       |
| 2. Juni  | Konrad Seeliger            | deutscher Altphilologe und Gymnasiallehrer                                                         | 76    |       |
| 3. Juni  | Edmund Günther Böttcher    | Landtagsabgeordneter                                                                               | 92    |       |
| 3. Juni  | Raymond Foulché-Delbosc    | französischer Romanist, Hispanist, Katalanist, Lusitanist, Übersetzer und Literaturwissenschaftler | 65    |       |
| 3. Juni  | John Morison Gibson        | kanadischer Offizier und Politiker (Ontario Liberal Party)                                         | 87    |       |
| 3. Juni  | Fausto Salvatori           | italienischer Schriftsteller und Librettist                                                        | 59    |       |
| 4. Juni  | Edmund Klotz               | österreichischer Bildhauer                                                                         | 73    |       |
| 4. Juni  | Otto Wirth                 | deutscher Verwaltungsjurist                                                                        | 68    |       |
| 5. Juni  | Friedrich Heincke          | deutscher Zoologe und Ichthyologe                                                                  | 77    |       |
| 5. Juni  | Richard Wolffenstein       | deutscher Chemiker                                                                                 | 64    |       |
| 6. Juni  | Rudolf Guby                | Passauer Kunsthistoriker und Heimatforscher                                                        | 40    |       |
| 6. Juni  | Ernst Jäger                | österreichischer Rechtsanwalt und ausübender Landeshauptmann in Österreich ob der Enns             | 82    |       |
| 6. Juni  | Sigmund Philipp            | Österreicher Filmverleiher, Filmproduzent und Filmkaufmann                                         | 69    |       |
| 6. Juni  | Martin Quistorp            | deutscher Unternehmer                                                                              | 67    |       |
| 6. Juni  | Richard Réti               | österreichisch-ungarischer Schachspieler                                                           | 40    |       |
| 7. Juni  | Clemens Denhardt           | deutscher Afrikaforscher                                                                           | 76    |       |
| 7. Juni  | Henri Gervex               | französischer Maler                                                                                | 76    |       |
| 7. Juni  | José León Suárez           | argentinischer Jurist und international tätiger Anwalt                                             | 57    |       |
| 8. Juni  | Michael Dannereder         | österreichischer Politiker                                                                         | 49    |       |
| 8. Juni  | Luis Johnson               | chilenischer Maler                                                                                 | 42    |       |
| 8. Juni  | Paul Laubenthal            | deutscher Flugzeugkonstrukteur und Pilot                                                           |       |       |
| 8. Juni  | Hugo Nolthenius            | niederländischer Komponist, Musikkritiker und Musikschriftsteller                                  | 80    |       |
| 8. Juni  | Wladimir Pawlowitsch Vogel | russischer Schauspieler                                                                            |       |       |
| 9. Juni  | Giacomo Bresadola          | italienischer Geistlicher und Mykologe                                                             | 82    |       |
| 9. Juni  | Here Erdis                 | Dichterin                                                                                          | 56    |       |
| 9. Juni  | Hannibal Lafayette Godwin  | US-amerikanischer Politiker                                                                        | 55    |       |
| 9. Juni  | Gustav Kittler             | deutscher Schreiner und Politiker (SPD)                                                            | 79    |       |
| 9. Juni  | Emmerich Nagy              | österreichischer Motorradrennfahrer                                                                | 24    |       |
| 9. Juni  | Otto Serner                | deutscher Landschaftsmaler                                                                         | 72    |       |
| 9. Juni  | Erwin Zschokke             | Schweizer Veterinärmediziner                                                                       | 73    |       |
| 10. Juni | Cecil Ashby                | britischer Motorradrennfahrer                                                                      |       |       |
| 10. Juni | Kazimierz Stabrowski       | polnischer Maler und Hochschullehrer                                                               | 59    |       |
| 10. Juni | Andries Gerhardus Visser   | südafrikanischer Dichter und Arzt                                                                  | 51    |       |
| 11. Juni | Gyula Andrássy der Jüngere | ungarischer Politiker, k.u.k. Außenminister                                                        | 68    |       |
| 11. Juni | William D. Boyce           | US-amerikanischer Unternehmer und Verleger                                                         | 70    |       |
| 11. Juni | Arthur Lange               | deutscher Bildhauer                                                                                | 54    |       |
| 11. Juni | J. McKenzie Moss           | US-amerikanischer Jurist und Politiker                                                             | 61    |       |
| 12. Juni | Henri Andoyer              | französischer Astronom und Mathematiker                                                            | 66    |       |
| 12. Juni | Andreas Ernst              | deutscher Maurermeister und Bauunternehmer                                                         | 68    |       |
| 13. Juni | Karl Bethke                | deutscher Politiker (SPD, ASPD)                                                                    | 50    |       |
| 13. Juni | Franz Theodor Usteri       | Schweizer Jurist und Verwaltungsrat                                                                | 76    |       |
| 14. Juni | Max Devrient               | deutscher Schauspieler                                                                             | 71    |       |
| 15. Juni | Virginia Brooks            | US-amerikanische Frauenrechtlerin und Autorin                                                      | 43    |       |
| 15. Juni | Charles Francis Brush      | amerikanischer Erfinder, Unternehmer und Philanthrop                                               | 80    |       |
| 15. Juni | Traian Lalescu             | rumänischer Mathematiker                                                                           | 46    |       |
| 16. Juni | Bramwell Booth             | englischer Theologe und Prediger                                                                   | 73    |       |
| 16. Juni | Josef Graw                 | deutscher Politiker (Zentrum), MdL                                                                 | 75    |       |
| 16. Juni | Karl Heinsheimer           | deutscher Jurist                                                                                   | 59    |       |
| 16. Juni | Vernon Louis Parrington    | amerikanischer Literaturwissenschaftler und Historiker                                             | 57    |       |
| 16. Juni | Ferdinand Schulz           | Pionier des Segelflugs in Ostpreußen, Inhaber zahlreicher Weltrekorde                              | 36    |       |
| 16. Juni | Oldfield Thomas            | britischer Zoologe                                                                                 | 71    |       |
| 17. Juni | Franz Fehr-Flach           | deutscher Industrieller                                                                            | 89    |       |
| 17. Juni | Hugo Kinzer                | deutscher Architekt und kommunaler Baubeamter                                                      | 54    |       |
| 18. Juni | Carlo Airoldi              | italienischer Marathonläufer                                                                       | 59    |       |
| 18. Juni | Alois Anderle              | österreichischer Schwimmer                                                                         | 59    |       |
| 18. Juni | Michael Bauer              | deutscher Lehrer, Autor, Theosoph und Anthroposoph                                                 | 57    |       |
| 18. Juni | Wilhelm Bruhns             | deutscher Mineraloge                                                                               | 65    |       |
| 18. Juni | Theodor Klippel            | deutscher Politiker                                                                                | 63    |       |
| 18. Juni | Hermann Wagner             | deutscher Geograph                                                                                 | 88    |       |
| 20. Juni | Philip L. Cannon           | US-amerikanischer Politiker                                                                        | 78    |       |
| 20. Juni | Max Levy-Dorn              | deutscher Radiologe                                                                                | 65    |       |
| 20. Juni | Leo Wiese                  | deutscher Romanist und Mediävist                                                                   | 58    |       |
| 20. Juni | Jewhen Tschykalenko        | ukrainischer Mäzen, Agronom, Landbesitzer, Verleger und Publizist                                  | 67    |       |
| 21. Juni | Leonard Trelawny Hobhouse  | britischer liberaler Politiker und Professor für Soziologie                                        | 64    |       |
| 21. Juni | Ferdinand Rudio            | deutscher Mathematiker und Leiter der ETH-Bibliothek in Zürich                                     | 72    |       |
| 21. Juni | Ödön Tersztyánszky         | ungarischer Fechter                                                                                | 39    |       |
| 21. Juni | Harry C. Woodyard          | US-amerikanischer Politiker                                                                        | 61    |       |
| 22. Juni | Willi Schmalbach           | deutscher Unternehmer                                                                              | 53    |       |
| 22. Juni | Rudolf Tyrolt              | österreichischer Schauspieler und Schriftsteller                                                   | 80    |       |
| 23. Juni | William Stevens Fielding   | Politiker der Liberalen Partei Kanadas                                                             | 80    |       |
| 23. Juni | Richard Lorenz             | österreichischer Chemiker                                                                          | 66    |       |
| 23. Juni | Frank Stranahan            | US-amerikanischer Kaufmann und Stadtbegründer                                                      | 64    |       |
| 24. Juni | Karl Arnold                | deutscher Chemiker, Mineraloge, Lehrbeauftragter, Sachbuchautor und Alpinist                       | 76    |       |
| 24. Juni | Nicolás Mihanovich         | argentinischer Reeder                                                                              | 83    |       |
| 24. Juni | Sybil Newall               | britische Bogenschützin                                                                            | 74    |       |
| 24. Juni | Rudolf Rojahn              | deutscher Verwaltungsjurist und Rittergutsbesitzer                                                 | 53    |       |
| 25. Juni | Gustav Billeter            | schweizerischer klassischer Philologe und Gymnasiallehrer                                          | 55    |       |
| 25. Juni | Georges Courteline         | französischer Romancier und Dramaturg                                                              | 71    |       |
| 25. Juni | Julius Goldstein           | deutscher Kulturwissenschaftler und Philosoph                                                      | 55    |       |
| 25. Juni | August Schneider           | Bürgermeister der Stadt Kattowitz                                                                  | 77    |       |
| 26. Juni | Amandus Adamson            | estnischer Bildhauer                                                                               | 73    |       |
| 26. Juni | Adolf Theodor Franck       | deutscher Landschafts- und Genremaler und Radierer                                                 | 87    |       |
| 26. Juni | Francis W. Rockwell        | US-amerikanischer Politiker                                                                        | 85    |       |
| 27. Juni | Georg Blumenthal           | deutscher Schriftsteller und Herausgeber mehrerer Zeitschriften                                    | 56    |       |
| 27. Juni | Paul-Émile Boutigny        | französischer Maler und Illustrator                                                                | 76    |       |
| 27. Juni | Jakob Dieffenbacher        | deutscher Unternehmensgründer                                                                      | 81    |       |
| 27. Juni | Frédéric de Rabours        | Schweizer Jurist und Politiker                                                                     | 49    |       |
| 27. Juni | Paul Rahtgens              | deutscher evangelisch-lutherischer Geistlicher; Landespropst in Eutin                              | 62    |       |
| 27. Juni | Philipp Uebel              | deutscher Beamter und Politiker (Zentrum), MdR                                                     | 64    |       |
| 27. Juni | Gregor Žerjav              | slowenischer und jugoslawischer Rechtsanwalt, liberaler Politiker                                  | 46    |       |
| 28. Juni | Edward Carpenter           | britischer Autor und Dichter                                                                       | 84    |       |
| 28. Juni | Ricardo Isaza y Goyechea   | römisch-katholischer uruguayischer Geistlicher und Weihbischof in Montevideo                       | 82    |       |
| 29. Juni | Friedrich Dahl             | deutscher Zoologe                                                                                  | 73    |       |
| 29. Juni | Theodor Kösser             | deutscher Architekt                                                                                | 75    |       |
| 29. Juni | Ferdinand Krackowizer      | österreichischer Arzt, Heimatforscher und Bürgermeister von Gmunden                                | 77    |       |
| 29. Juni | Uchida Roan                | japanischer Schriftsteller, Kritiker und Übersetzer                                                | 61    |       |
| 29. Juni | Ernst Walser               | Schweizer Romanist und Historiker                                                                  | 51    |       |
|          | Carl Reimann               | deutscher Lehrer und Schriftsteller                                                                | 72    |       |